# دهستان قافلانکوه غربی
دهستان قافلانکوه غربی یکی از دهستان‌های استان آذربایجان شرقی است که در بخش مرکزی شهرستان میانه واقع شده‌است. شهر  آچاچی مرکز این دهستان است